# Central Plaza
Central Plaza je druhý nejvyšší mrakodrap v Hongkongu. Má výšku 374 metrů. V letech 1992–1996 to byla nejvyšší budova v Asii. Má 78 podlaží a dokončený byl v roce 1992.